# Marco Paulo
Marco Paulo (nacido como Simão João da Silva  (Mourao, 22 de enero de 1945-Lisboa, 24 de octubre de 2024) fue un cantante portugués, considerado uno de los más importantes de su país.
Ha recibido 140 galardones de platino, oro y plata, y uno de diamante por vender más de un millón de copias con un solo disco, un récord en Portugal. Sus ventas son superiores a 5 millones de copias.

## Biografía
Comenzó a cantar a la edad de seis años. Grabó un primer sencillo, "Não Sei", en 1966. Al año siguiente participó en el Festival RTP da Canção con el tema  "Sou Tão Feliz". Grabó junto a Simone de Oliveira el tema  "Tu e Só Tu", versión en portugués de "Somethin' Stupid".
En 1978 recibió su primer disco de oro por el sencillo "Ninguém, Ninguém/Canção Proibida". En 1979 obtiene un nuevo disco de oro con el sencillo "Mulher Sentimental". Por lo tanto, en 2 años, obtiene 2 discos de oro y 3 de plata.  En 1980 tuvo su mayor éxito comercial con la canción "Eu tenho dos amores", que vendió más de 150.000 copias y alcanzó el estatus de oro triple. En 1981 edita el sencillo "Mais, Mais y Mais Amor", que obtiene un disco de plata y dos de oro, con 130.000 discos vendidos. En 1982 vuelve al Festival RTP da Canção con "Se Este Amor Acabar é o Fim do Mundo". Obtuvo Disco de oro por la canción "Anita".
En 1984 edita el álbum "Romance" y el sencillo "Morena Morenita"; ambos se convierten en discos de oro.
El álbum "Sedução", editado en 1986, obtuvo disco de plata.
En 1988 se edita el álbum "Marco Paulo" y el sencillo "Joana", que una semana después de su edición era Disco de oro, y acabaría por alcanzar cuatro platinos, con 145.000 sencillos vendidos. 
"Sempre Que Brilha O Sol", también publicado en 1988, es uno de los grandes éxitos del cantante, habindo logrando cuatro discos de oro.
Representó a Portugal en el Festival OTI 1989 con el tema "Rosa morena".
En 1990 edita el álbum "De Todo O Coração", obteniendo tres discos de plata, dos de oro y uno de platino.
Con el sencillo "Taras e Manias" de 1991 obtiene de cinco discos de platino (160.000 copias vendidas). 
En enero de 1993 edita el álbum "Amor Total" que se convierte en otro campeón de ventas. A partir de abril de 1994 presentó el programa de la RTP "Eu Tenho Dois Amores". Edita el álbum "Beijinhos Dulces" (1995), que de nuevo lo coloca en la cima de los rankings de álbumes vendidos. En 1996 presenta, en la RTP, el programa "Música no Coração". 
Publicó varios álbumes y a menudo apareció en televisión. Sus numerosas giras de conciertos también lo llevaron al extranjero, donde tuvo éxito particularmente entre las comunidades de portugueses migrantes en Europa Central, Canadá y Sudamérica.
Su álbum de 2009 "De corpo e alma" se convirtió en triple platino.
En 2015 edita el disco "Diário", alcanzando 2 discos de platino. En 2016 realizó una gira conmemorando sus 50 años de carrera.

## Discografía
- E Os Sucessos
- Ver E Amar
- Concerto Ligeiro (1979)
- O Disco de Ouro (1982)
- Os Grandes Êxitos I (1984)
- Os Grandes Êxitos II (1984)
- Romance (1984)
- Sedução (1986)
- Êxitos (1987)
- Êxitos 2 (1988)
- Marco Paulo (1988)
- De Todo o Coração (1990)
- Maravilhoso Coração 25 Super Êxitos (1991)
- Amor Total (1993)
- Beijinhos Doces  (1995)
- Eu Tenho Dois Amores - Colecção Caravela  (1996)
- Reencontro  (1997)
- Alma Gémea (1999)
- 35 Anos da Nossa Música  (2001)
- As Nossas Canções (2003)
- Ouro e Platina 1978-2003 (2004)
- Amor Sem Limite (2004)
- 40 Anos de Amor Eterno (2005)
- Marco Paulo 2007 (2007)
- O Melhor de Mim (2008)
- De Corpo e Alma (2009)
- Perfil (2010)
- Vida (2010)
- Diário (2015)
- Ao Vivo No Campo Pequeno - Tour 50 Anos (2017)